# El diablo también llora
El Diablo también llora (títol en italià Il delitto di Anna Sandoval) és una pel·lícula dramàtica hispano-italiana dirigida per José Antonio Nieves Conde.

## Sinopsi
Quan Ana Sandoval s'assabenta que el seu marit Ramón té una amant i un fill secret, enfurismada per la gelosia, l'assassina. En el judici el cap de l'acusació particular és germà del difunt, i alhora el seu defensor Tomás intenta que el tribunal la declari innocent.

## Repartiment
- Eleonora Rossi Drago - Ana Sandoval
- Francisco Rabal - Tomás
- Alberto Closas - Fernando Quiroga
- Fernando Rey - Ramón Quiroga
- Paola Barbara - Mare d'Ana
- Graziella Galvani - María

## Premis
Medalles del Cercle d'Escriptors Cinematogràfics
| Any  | Categoria         | Pel·lícula | Resultat   |
| ---- | ----------------- | ---------- | ---------- |
| 1963 | Millor pel·lícula | -          | Guanyadora |